# Chiara Rebagliati
Chiara Rebagliati (Savona, 23 de enero de 1997) es una deportista italiana que compite en tiro con arco, en la modalidad de arco recurvo.
En los Juegos Europeos de Cracovia 2023 consiguió dos medallas de bronce (individual y por equipo). Ganó tres medallas en el Campeonato Europeo de Tiro con Arco en Sala entre los años 2015 y 2025. Además, consiguió dos medallas en los Juegos Mundiales, en los años 2022 y 2025.
Participó en dos Juegos Olímpicos de Verano, ocupando el séptimo lugar en Tokio 2020 (equipo) y el séptimo en París 2024 (equipo mixto).

## Palmarés internacional
| Juegos Europeos            | Juegos Europeos    | Juegos Europeos   | Juegos Europeos |
| Año                        | Lugar              | Medalla           | Prueba          |
| -------------------------- | ------------------ | ----------------- | --------------- |
| 2023                       | Cracovia (Polonia) | Medalla de bronce | Individual      |
| 2023                       | Cracovia (Polonia) | Medalla de bronce | Equipo          |
| Campeonato Europeo en Sala |                    |                   |                 |
| Año                        | Lugar              | Medalla           | Prueba          |
| 2015                       | Koper (Eslovenia)  | Medalla de bronce | Equipo          |
| 2024                       | Varaždin (Croacia) | Medalla de plata  | Equipo          |
| 2025                       | Samsun (Turquía)   | Medalla de oro    | Equipo          |